# Stephane & 3G
Stephane & 3G, також Stefane & 3G (груз. სტეფანე და სამი გოგო) — грузинська поп-група, яка повинна була виступити на Євробаченні 2009 у Москві з піснею We Do not Wanna Put In.

## Скандал навколо пісні
Назва пісні, як стверджують її автори, перекладається як «Ми не хочемо тиску». Однак, виконавець Stephane відразу після проведення відбіркового етапу заявив, що «виконавці не приховують такого [політичного] підтексту. Пісня є протестом Грузії проти російської агресії в серпні 2008 »і« язик не повернеться назвати її "антиросійської", скоріше "антипутінської", а антипутінських настроїв Грузія не приховує і заявляє, що автором і виконавцем всієї брудної політики Росії є прем'єр-міністр Володимир Путін». У зв'язку з цим Європейська мовна спілка зажадала від Грузії внести зміни в текст пісні групи "Stephane & 3G», як такий, що суперечить правилам конкурсу. Після цього з Грузії пішли заяви, що пісня не має політичного підтексту. На думку офіційного Тбілісі, на комісію Євробачення "було завдано безпрецедентний тиск".

Думки діячів грузинської культури про цей скандал розділилися. Так, співак Вахтанг Кікабідзе в інтерв'ю агентству «РІА Новини» заявив, що 
|                     | «вносити зміни в текст пісні було недоцільно. Ми ж не дитячий садок, щоб з нас вимагали, як діяти. Якщо не влаштовує текст пісні, то краще взагалі відмовитися від участі в конкурсі... Тому що Грузія не братиме участі в "Євробаченні-2009", ми не постраждаємо. Пісня вже отримала велику популярність, і вона вже зробила свою справу. Мені телефонують друзі з-за кордону і говорять про високий рейтинг пісні» |
| — Вахтанг Кікабідзе | |

 Співачка Нані Брегвадзе, Навпаки, зазначила, що внести зміни в текст пісні було нескладно, і повідомила, що, будь вона в відбіркової комісії, вона «зарубала» б пісню за що міститься в ній агресію.